# Spheropistha
Spheropistha es un género de arañas de la familia Theridiidae, orden Araneae. Fue descrito por Takeo Yaginuma en 1957.

## Especies
- Spheropistha huangsangensis (Yin, Peng & Bao, 2004)
- Spheropistha melanosoma Yaginuma, 1957
- Spheropistha miyashitai (Tanikawa, 1998)
- Spheropistha nigroris (Yoshida, Tso & Severinghaus, 2000)
- Spheropistha orbita (Zhu, 1998)
- Spheropistha rhomboides (Yin, Peng & Bao, 2004)
- Spheropistha xinhua Barrion, Barrion-Dupo & Heong, 2013